# Viaducte de Saint-Mammès
El viaducte de Saint-Mammès, conegut també com a viaducte de Moret, és un pont ferroviari situat a la vora dels municipis de Veneux-les-Sablons i de Saint-Mammès al departament francès de Sena i Marne, que permet a la línia de París-Lió a Marsella-Sant Carles de travessar el riu Loing.

## Situació ferroviària
El viaducte de Saint-Mammès està situat al punt quilomètric 67.634 de la línia de París-Lió a Marsella-Sant Carles, a mig camí de les estacions de Moret-Veneux-les-Sablons (a l'oest) i de Saint-Mammès (a l'est), estacions situades a menys d'un quilomètre a banda i banda del viaducte.

## Història

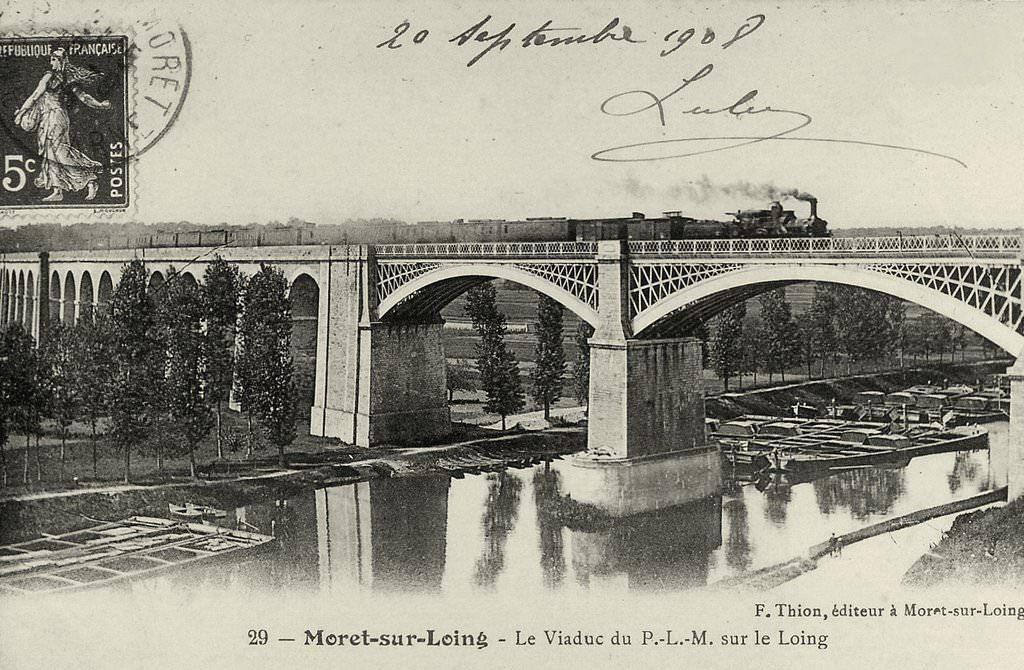
Vista del viaducte a principis del. Els dos arcs de ferro colat encara són presents.

El viaducte de Saint-Mammès fou construït entre el 1846 i el 1848. Fou posat en servei en setembre de 1849 durant la inauguració de la línia entre París i Tonnerre. Quan va entrar en servei, el viaducte constava de trenta arcs de 10 m d'alçada, dos dels quals (els que permeten l'encreuament del Loing) són de ferro colat.
El 16 de juny de 1940, l'arc que abastava el Loing fou explotat per enginyers francesos per frenar l'avanç de les tropes alemanyes. Durant tot el període de la guerra, el trànsit ferroviari fou interromput entre l'estació de Moret - Veneux-les-Sablons i l'estació de Saint-Mammès; el transbordament dels viatgers es feia per carretera mitjançant un pont de fusta construït pels alemanys sobre el Loing. Els dos arcs de ferro colat, al costat de Saint-Mammès, van ser reconstruïts en maçoneria al final de la guerra.

## Galeria de fotos

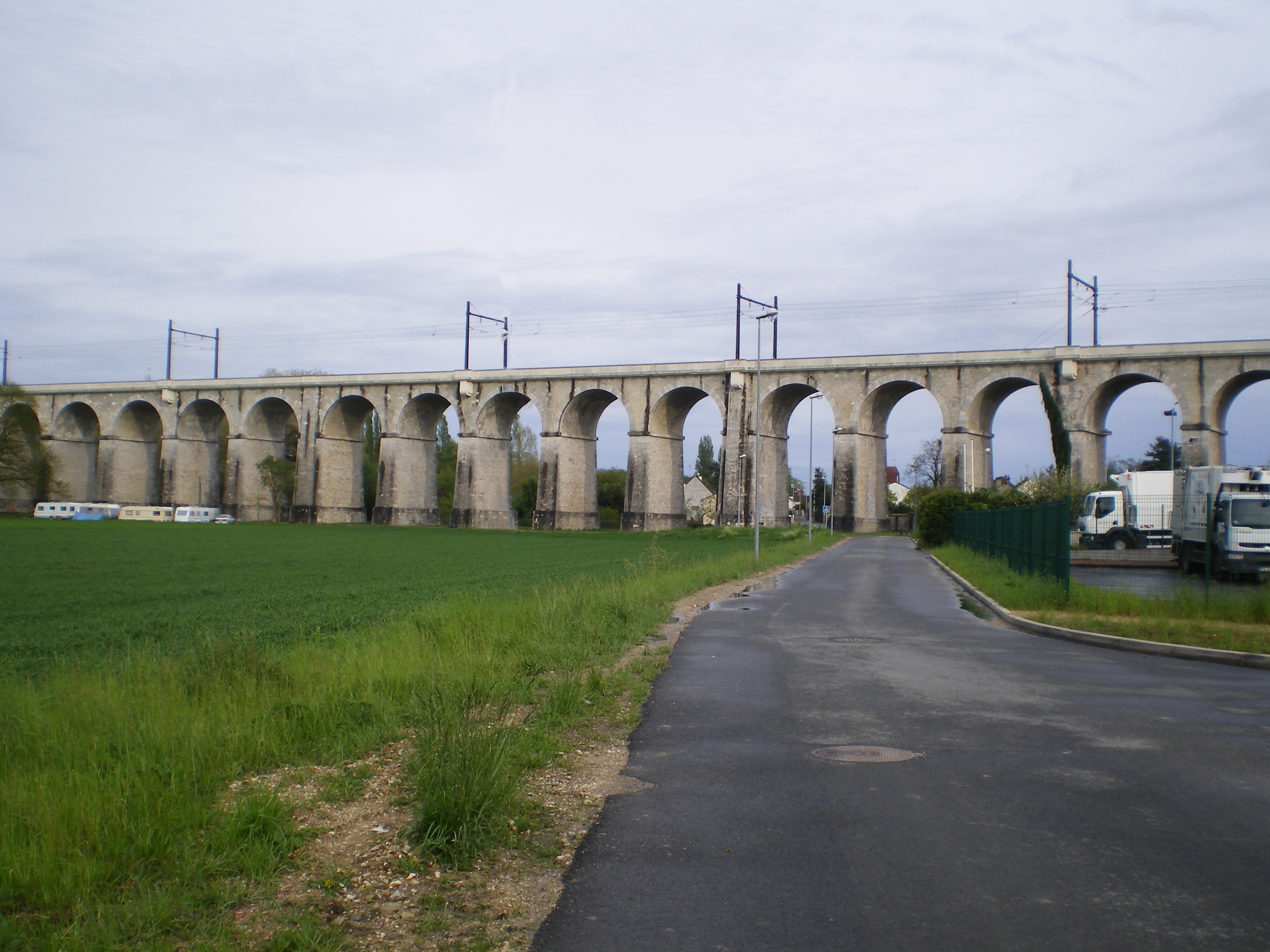
El viaducte a Veneux-les-Sablons.
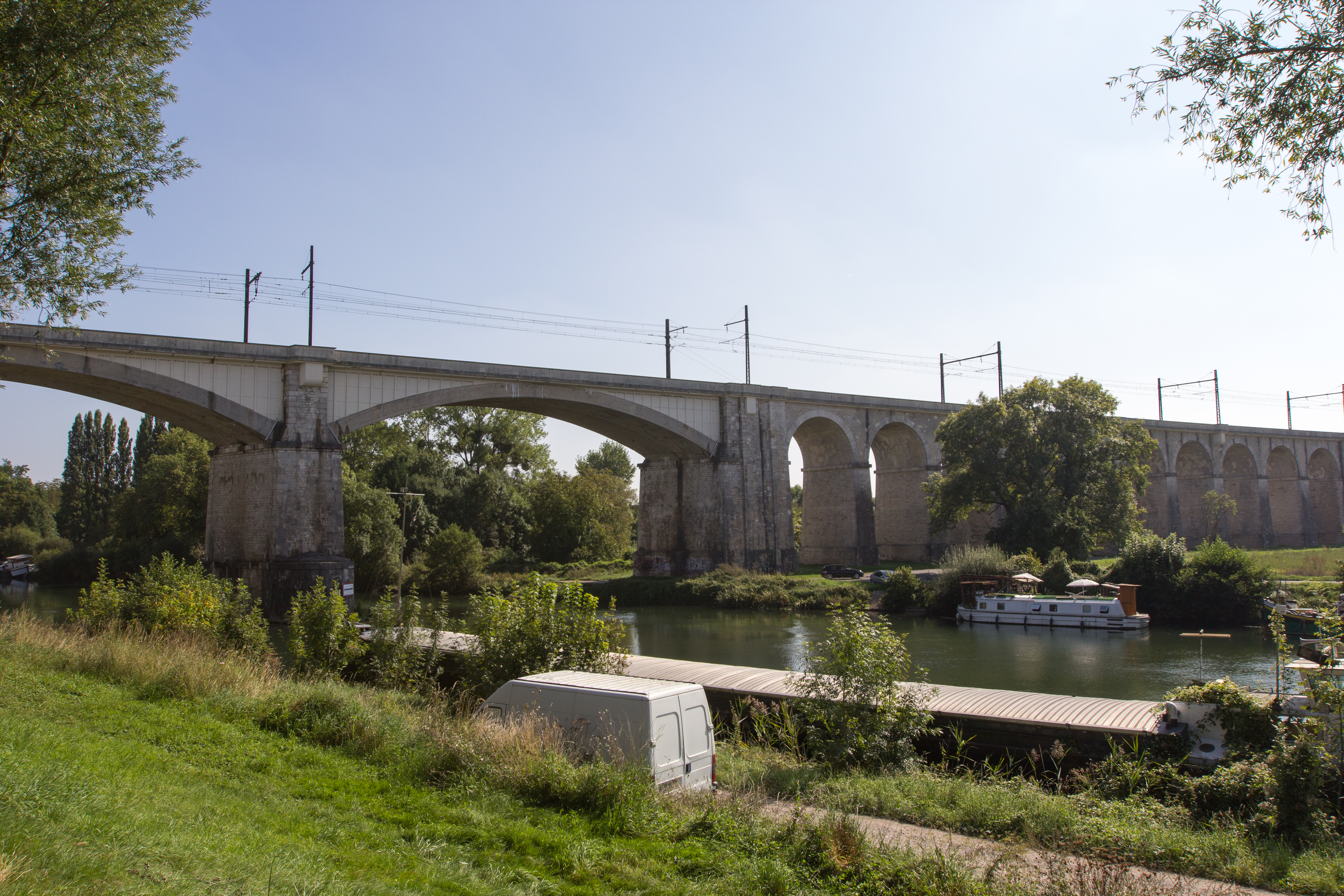
Vista del viaducte ded de Saint-Mammès.
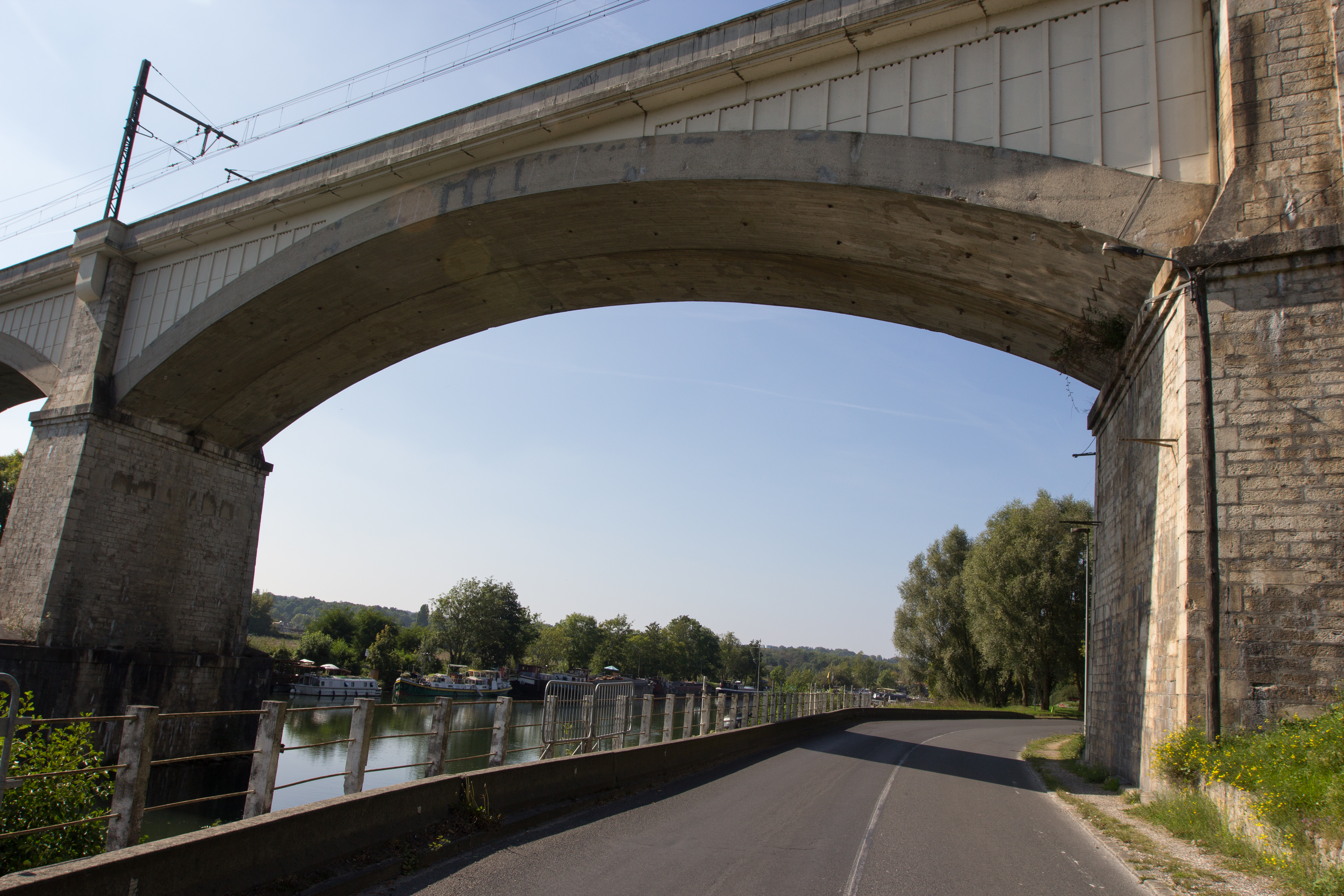
Un dels dos arcs reconstruïts després de la Segona Guerra Mundial.